# オンキヨー
オンキヨー株式会社（読みはオンキョー、英: Onkyo Corporation）は、大阪府大阪市に本社を置く企業。
かつてはオンキヨーホームエンターテイメントの子会社であり、同社の2022年5月13日の経営破綻後、事業の一部を引き継いだ。主な事業は、「オンキヨー」ブランドを中心とした各種ブランドのライセンスビジネス（ハイレゾ音源などのインターネット販売など）、AI活用と産学連携による機械学習分野・電子機器・ソフトウェア等の研究開発など。

## 設立経緯と事業遷移
2020年7月31日、オンキヨー（存続会社、ONK-2）と子会社のオンキヨー&パイオニア（OPC）を同年10月1日付で合併し、社名をオンキヨーホームエンターテイメント株式会社（OHE、2022年5月13日経営破綻）へと変更することを発表。これに伴い、会社分割によりOEM事業のオンキヨーサウンド株式会社（ONS、2022年2月8日経営破綻）とその他サービス事業のオンキヨー株式会社（3代目法人、ONK-3）に分割した。その後、ONK-3は2021年9月30日にMBOにより全株式を同社取締役の中島健城に譲渡しOHEから独立した。独立後もOHEとの協業関係は経営破綻までは継続されたため、OHEのウェブサイトには「その他関連会社」として記載されている。
OHEの研究開発部門とマーケティング部門に関連する事業を継承し独立しており、以下の事業を行っている。

### 企業向けサービス
- ブランドライセンス事業

音や振動に関する製品・サービスを提供する企業向けに、助言・監修や部分設計で関わることによって、「Sound by Onkyo」、「Powered by Onkyo」の文言を付与した製品・サービスの提供を許諾するもの。また、主に日本酒といった食品の醸造過程において、物体を振動させることを目的とした加振器なる装置を取り付け、音楽等の振動を与え風味の変化を狙った製品に「Matured by Onkyo」の文言を付与を許諾するもの。
- 振動解析

路面の振動を利用する交通量計測器や、工場機械等の異音・異常振動を検知する技術を提供するサービス。
- ヘルスケア・医療系

腸音や心音といった生体音の解析技術を提供し、異常の早期発見を試みるもの。医師が診断できる仕組みの構築を目指す。
- 音声認識AI

音声認識にディープラーニングを用いてAI的に学習し音声認識率の向上を試みるサービス。会議議事録や電話の文字起こしへの利用、AR/VR ゴーグルを用いたコミュニケーションの可視化を目指すもの。

### コンシューマー（一般）向けサービス
- コラボレーション事業

主にアニメーション作品の版権元とコラボレーションしたグッズの企画・プロデュースをする事業。自社の量産部門や工場は所有していないためODMによる委託設計生産によって、アニメーション作品の意匠が施されたワイヤレスイヤホンやアクリルスタンド、クリアファイル、時計、アパレル、日本酒といったグッズを展開している。
- 食品

発酵・醸造過程において加振器を取り付け、音楽等の振動を与え風味の変化を狙った食品に許諾している「Matured by Onkyo」の表記をパッケージに冠した日本酒等の食品を販売する。
オーディオ製品関連の「ONKYO」ブランドの商標はプレミアムオーディオカンパニーテクノロジーセンター株式会社（PACTC、旧・オンキヨーテクノロジー株式会社）が有している。

## 沿革
1946年（昭和21年）9月17日、かつて松下電器産業（現・パナソニックホールディングス）でスピーカー製造工場の工場長を務め、そのノウハウを培って松下電器から独立した五代武が大阪電気音響社として創業・設立、翌1947年（昭和22年）に大阪音響に社名変更。コーン紙まで内製した自社製スピーカーを搭載したラジオを発売。他例は日本国内では三菱電機のダイヤトーンのみである。このラジオは高価格ながらヒット商品になり、余勢を駆ってオーディオ機器やテレビ受像機の製造販売にも進出した。 
- 2005年8月：ハイレゾ音楽配信サイト「e-onkyo music」設立。
- 2013年10月：iOS版アプリ「HF Player」をリリース。
- 2015年2月：Android版アプリ「HF Player」をリリース。
- 2018年
  - 4月：世界第3位のTVメーカーTCL (TCL Entertainment Solutions) とのライセンス契約合意。
  - 同：IBM Watsonを活用した食事トレーニングアプリ「food coach」で至学館大学と産学連携開始。「food coach」はIBM Watson Build Challenge 2017 において日本部門優勝、グローバル部門準優勝。
- 2019年
  - 2月：世界トップ3に入る補聴器メーカーシバントスとのライセンス連携合意。
  - 11月：奈良先端科学技術大学院大学との産学共同研究の成果として、AI技術を活用したコールセンター業務サービスの提供開始および振動（音）を利用した人の行動認識技術に関する論文発表。
- 2020年
  - 3月：振動センシングにより歩行方向を特定する論文がIEEE国際会議「PerCom2020ワークショップ」にて採択。
  - 7月：東京農業大学と加振器による振動および音を利用した発酵技術振動デバイスを活用した発酵効率化の最適化について産学連携による共同研究を開始。
  - 同：富山大学、キュアコード株式会社とのメタボリック症候群および糖尿病の予防・進行抑制効果アプリ富山大学とスマホアプリを利用した健康管理サービスについて産学連携による共同研究を開始。
  - 8月：富山大学との遠隔、ホームドクター制度に向けてのデジタル聴診器デジタル聴診器によるヘルスサービスについて産学連携による共同研究を開始。
  - 同：コールセンターシステム向けASPサービス「Onkyo Speech」提供開始。
- 2021年
  - 4月29日：自社で企画開発を行うコラボレーション製品を展示・販売する為の直営店舗「ONKYO DIRECT ANIME STORE（音アニ）」を秋葉原（東京都千代田区外神田）にオープン。カスタムIEM・イヤホン・ターンテーブルなどのアニメ作品等とのコラボレーションモデルの予約販売、描き下ろしイラストデザインのA4クリアファイル・B2タペストリー・ミネラルウォーターなどの雑貨や飲料の販売を開始。
  - 9月29日：同社が運営する音楽配信サービスのe-onkyo musicを、フランス最大手の音楽配信サービスで知られるXandrie S.A.（ザンドリエ）傘下のXandrie Japan株式会社に譲渡。Xandrie Japanにオンキヨーが14.9%出資。
  - 9月30日：MBOにより全株式をオンキヨー取締役の中島健城に譲渡し親会社だったオンキヨーホームエンターテイメントから独立[4]。
- 2022年
  - 2月8日：オンキヨーマーケティングとオンキヨーサウンドが経営破綻。自社運営のONKYO DIRECTの仕入元を失うが、コラボレーション製品は自社で企画開発を担当することからオンキヨーマーケティングの流通には乗らないため難を逃れる。
  - 5月13日：オンキヨーホームエンターテイメントが経営破綻。これによりオンキヨーは事実上、ブランドライセンスビジネスだけが存続することとなった。ただしスマートフォンアプリの「HF Player」、ONKYO DIRECTのコラボレーション製品、補聴器は自社の管轄になる。
  - 5月18日：オンキヨーホームエンターテイメントの経営破綻を受けコメントを発表[5][6]。
  - 5月25日：ファーマフーズを引受先とする第三者割当増資を実施し、同社の持分法適用会社となる[7]。
  - 6月30日 - 本社をOHEグループが入居していたルクスビル（東大阪市）から南船場に移転。
- 2024年
  - 10月16日（補足） - e-onkyo musicが仏Xandrieグループが提供する音楽配信サービス「Qobuz」に統合される形でサービス終了。